# Walter Dendy Sadler
Walter Dendy Sadler (* 12. Mai 1854 in Dorking, Grafschaft Surrey, Vereinigtes Königreich Großbritannien und Irland; † 13. November 1923 in Hemmingford Grey, Grafschaft Huntingdonshire) war ein englischer Genremaler der Düsseldorfer Schule.

## Leben

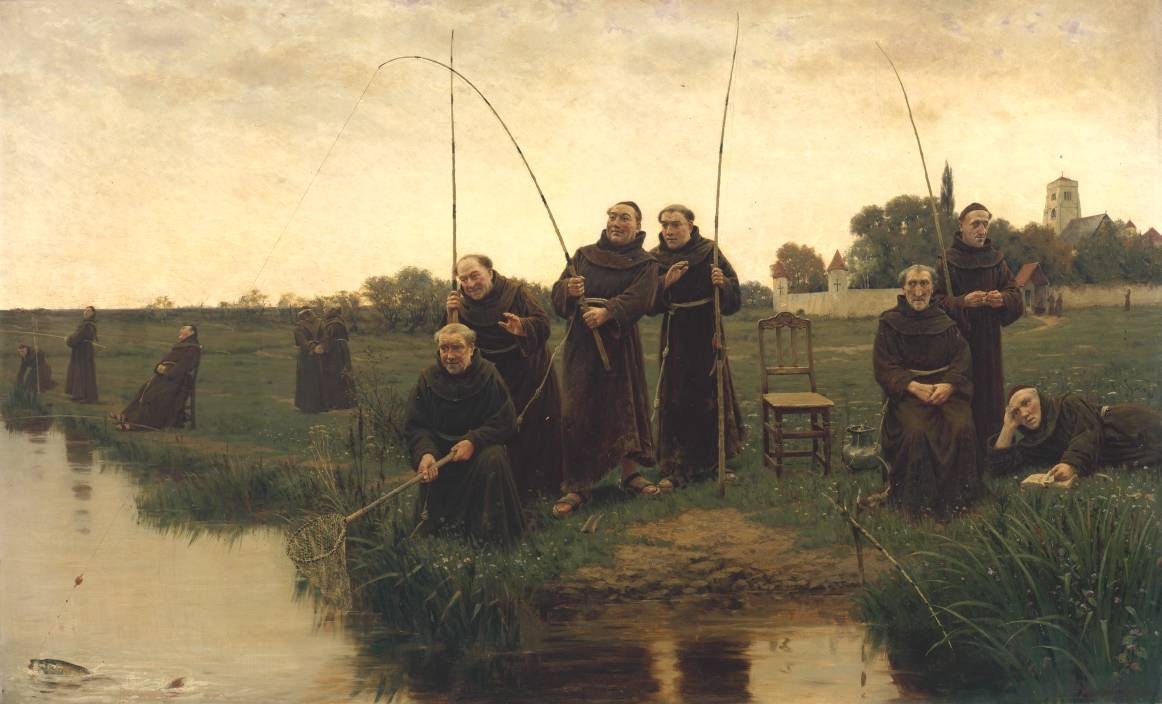
Donnerstag (Morgen ist Freitag), Öl auf Leinwand, 1880, Tate Britain

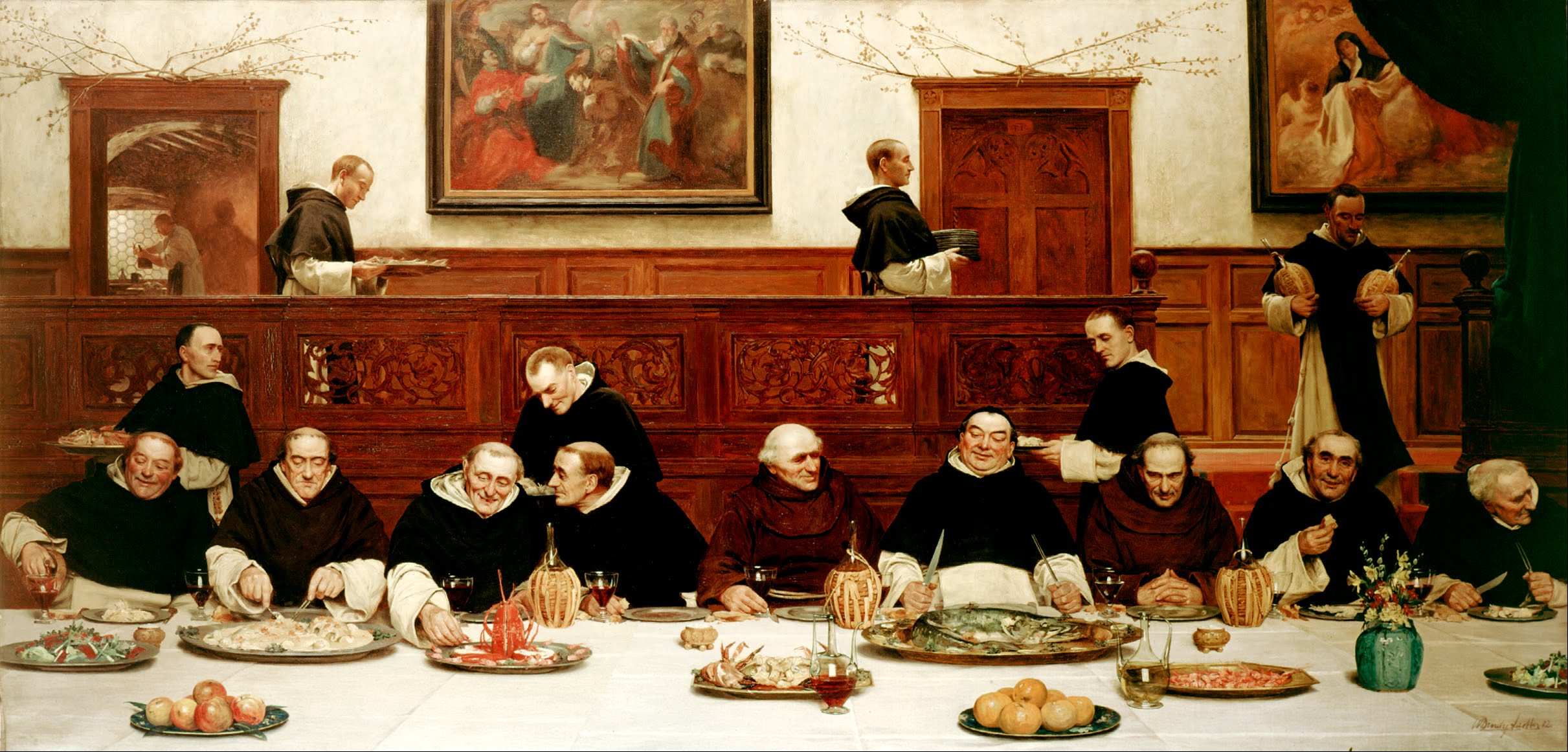
Freitag, Öl auf Leinwand, 1882, Walker Art Gallery

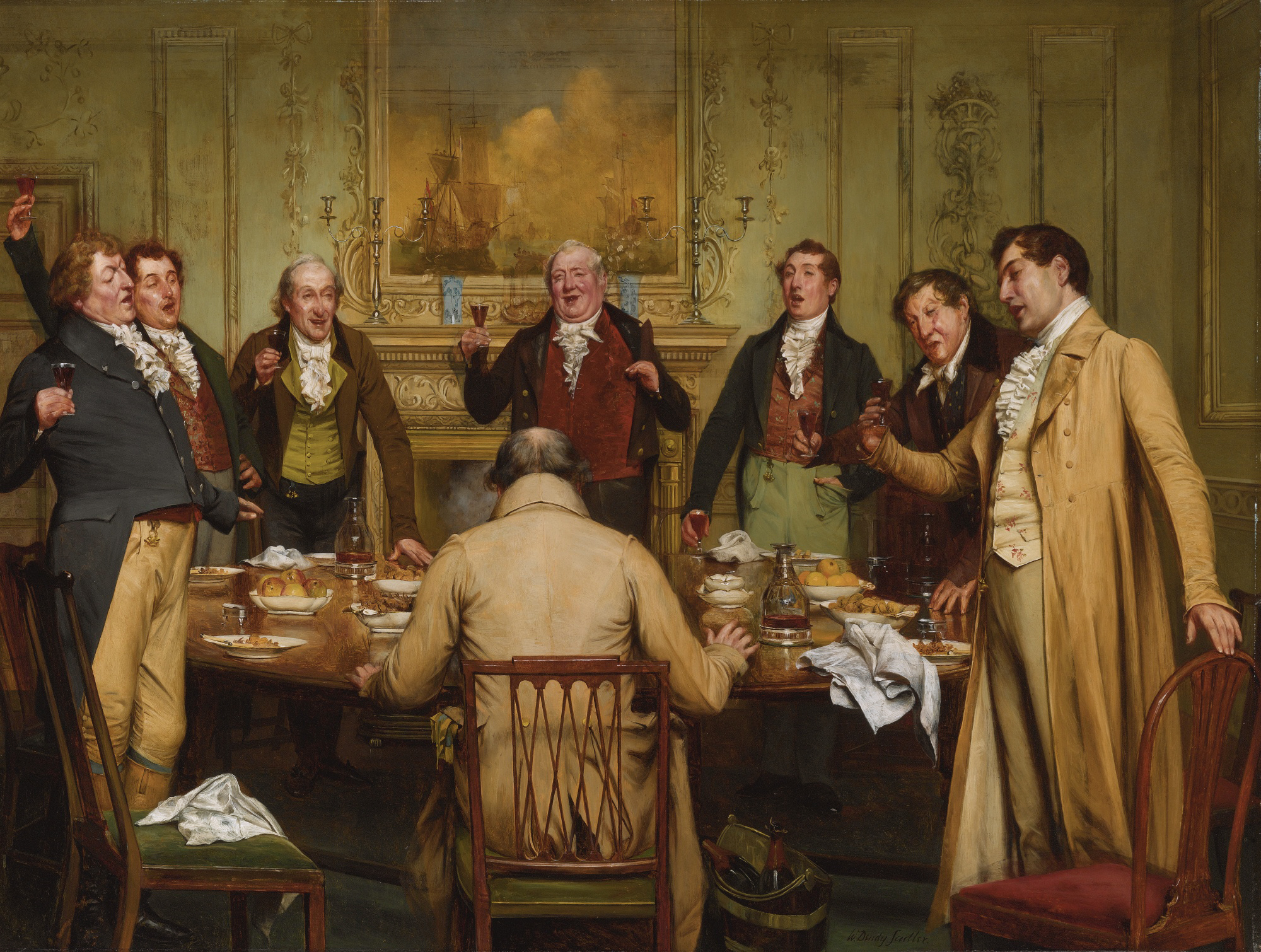
For He’s a Jolly Good Fellow, Öl auf Leinwand

Sadler, fünfter Sohn des Solicitors John Dendy Sadler, wuchs in Horsham in der Grafschaft West Sussex auf. Im Alter von 16 Jahren entschied er sich für eine Ausbildung als Maler und schrieb sich für einen zweijährigen Ausbildungsgang an der 1845 gegründeten Heatherley School of Fine Art in London ein. Auch seine Brüder George und Thomas sowie seine Schwester Kate wurden Künstler. 1871 verließ er die Londoner Kunstschule und ging nach Düsseldorf, dessen humoristische, anekdotische und psychologisierende Genremalerei ihn besonders interessierte. Dort wurde er Privatschüler von Wilhelm Simmler. Bis 1875 blieb er bei ihm. Von seinem britischen Landsmann James Moulton Burfield (1845–1888), der vor allem neobarocke Genreszenen mit Rokokomotiven malte, ließ er sich ebenfalls inspirieren. 1872 debütierte er in der Dudley Gallery, Dudley. Ab dem folgenden Jahr bis 1914 stellte er in der Royal Academy of Arts aus. Sadler war Mitglied der Royal Society of British Artists, des Royal Institute of Oil Painters und des St. John’s Wood Art Club. Ab 1897 lebte er in Hemmingford Grey, wo er im Jahr 1923 im Alter von 69 Jahren starb.
Sadler gilt als ein populärer, technisch virtuoser Genremaler der Düsseldorfer Schule, dem es durch Schilderung von Charakteren, Familienszenen, Paaren und Herrenrunden gelang, Bilder eines traditionellen, zumeist bürgerlichen Milieus, die er gerne in einer „guten alten Zeit“ ansiedelte, aus der Sicht des ausgehenden Viktorianischen Zeitalters in vielen typisierenden und humoristischen Facetten festzuhalten.